# Зенон Сидонський
Зенон з Седону (Зенон Сидонський) — учень афінського епікурейця Аполлодора (II століття до н. е.).
Цицерон («De natura deorum») називає його лідером епікурейців і найдотепнішим з них; за свідченням Діогена Лаертського, він багато писав; Прокл згадує про один з його творів, в якому він нападав на достовірність математичних доказів.

Власні його твори до нас не дійшли, але зберігся трактат Філодема: "περί σημέίων", складений по лекціям Зенона, у якого, ймовірно, були запозичені деякі місця в першій книзі цицеронівського «De natura deorum». Про філософа під тим же ім'ям і з того ж міста Сидону згадує Діоген Лаертський, як про учня Зенона-стоїка; також його іноді плутають з Зеноном Тарсійским. Він читав лекції з етики, а також полемізував зі стоїками про природу знаків і критикував Евклідову геометрію (див. Procl. In Eucl. 214—218 Friedlein), вказуючи, зокрема, що деякі аксіоми («дві прямі не можуть мати загального відрізка», "дві окружності не можуть збігатися в якійсь своїй частині") не є такими і можуть бути доведені лише при введенні нових припущень. Іноді його називали «провідним епікурейцем» (лат. Coryphaeus Epicureorum), а Цицерон заявляє, що Зенон зневажав інших філософів і навіть називав Сократа «Аттичним блазнем (scurram Atticum)».